# Jijel
Jijel là một đô thị thuộc tỉnh Jijel, Algérie. Dân số thời điểm năm 2002 là 115.678 người.